# Martin Ehrensvan
Martin (Mårten) Ehrensvan (före 1759 Svahn), född 1714, död 12 februari 1765, var en svensk ämbetsman.

## Biografi
Martin Ehrensvan föddes 1714. Han var son till landskamreren Hans Svahn i Åbo län och Margareta Stuwe. Ehrensvan blev 1733 extraordinarie kanslist i Justitierevisionens expedition, senare kanslist och registrator. Han blev 1746 protonotarie och 1747 extraordinarie protokollssekreterare. Ehrensvan blev 1747 ordinarie protokollssekrerarera och 1750 lagman i  Västernorrlands lagsaga. Han blev 22 juni 1756 vice landshövding i Gävle och 9 juni 1757. Ehrensvan adlades 4 juni 1759 till Ehrensvan och blev 1762 landshövding i Västerbottens län. Han avled 1765.
Åren 1756–1757 var han vice landshövding i Västernorrlands län.

### Familj
Ehrensvan gifte sig första gången 1759 med Margareta Elisabet Polack, dotter till bruksägaren Jacob Polack och Anna Mört.  Margareta Elisabet Pollack var änka bruksägaren Jakob Claesson.